# Kecamatan Moro
Kecamatan Moro är ett distrikt i Indonesien.   Det ligger i provinsen Kepulauan Riau, i den västra delen av landet, 800 km norr om huvudstaden Jakarta. Kecamatan Moro ligger på ön Pulau Sugi.